# آلقامرگن
آلقامرگن (به قزاقی: Alkamergen) یک دریاچه در قزاقستان است که در بلندی‌های قزاق واقع شده‌است.